# José Luis Lacunza Maestrojuán
José Luis Lacunza Maestrojuán, né le 24 février 1944 à Pampelune, est un prélat hispano-panaméen, membre de l'ordre des augustins récollets (O.A.R), évêque de David au Panama, cardinal depuis février 2015.

## Biographie

### Prêtre
Après avoir suivi ses études secondaires au petit séminaire San José des augustins à Artieda en Espagne, il suit le cycle de philosophie au séminaire de Saragosse puis étudie la théologie au séminaire augustin Notre Dame de la consolation à Pampelune. Il fait profession religieuse dans l'ordre des augustins récollets le 16 septembre 1967 et il est ordonné prêtre le 13 juillet 1969 à Pampelune.
Deux ans plus tard, il est envoyé au Panama où il est recteur du collège Saint-Augustin, recteur de l'université Santa María la Antigua et président de la fédération des écoles catholiques.

### Évêque
Le 30 décembre 1985, Jean-Paul II le nomme évêque titulaire de Parténia et évêque auxiliaire de Panama. Il reçoit la consécration épiscopale le 18 janvier suivant des mains de José Sebastián Laboa Gallego (en), nonce apostolique au Panama (en) avec comme co-consécrateurs Marcos G. McGrath (en) et José Agustín Ganuza García (es).
Le 29 octobre 1994 il est nommé évêque de Chitré et, le 2 juillet 1999, il est transféré à David.
Il est président de la Conférence épiscopale panaméenne de 2000 à 2004 puis de 2007 à 2013.
Il démissionne du siège épiscopal de David le 15 février 2024, à la suite de sa disparition de 48 h fin janvier, qu'il considère comme une « sottise »,.

### Cardinal
Il est créé cardinal le 14 février 2015 par François en même temps que dix-neuf autres prélats,,. Il reçoit le titre de San Giuseppe da Copertino et devient ainsi le premier cardinal exerçant son ministère au Panama.
Le 5 septembre 2015, il est nommé par le pape membre de la Commission pontificale pour l'Amérique latine.
Il atteint la limite d'âge le 24 février 2024, ce qui l'empêche de participer aux votes lors du prochain conclave.

## Succession apostolique
José Luis Lacunza Maestrojuán a ordonné les évêques suivants :
- Évêque Víctor Emiliano Villegas Suclupe (de), O.A.R. (2022)